# عفو (مصطلح)
العفو (بالإنجليزية: Pardon)‏، هو قرار يستثني الشخص المدان من الإدانة الجنائية. قد يكون العفو «كاملاً» أو «جزئيا»:
- العفو الكامل، يزيل كل تبعات الإدانة.
- العفو الجزئي، لا يعفي الشخص تماما من الإدانة. على سبيل المثال، لا يجوز تنحية العفو الجزئي جانباً كنتيجة للذنب، أو قد لا يعيد بالكامل حقوق الشخص الذي حصل على العفو.

يتم منح العفو أحيانا، للأشخاص الذين أدينوا خطأً. في هذه الحالة، يتم تبرئة الشخص من هذه الإدانة، كما لو لم تتم إدانته مطلقًا. الممارسة تختلف اختلافا كبيرا بين البلدان.
في الولايات المتحدة، يمكن منح عفو عن الإدانة الفيدرالية، من قبل الرئيس.
بينما قد يتم منح العفو عن إدانات الدولة، من قبل حكام الولايات.